# Сухомлин Кирило Васильович

Меморіальна дошка на будинку в Києві на Терещенківській вулиці

Кирило Васильович Сухомлин (23 квітня 1886, село Краснопілля, тепер Коропського району Чернігівської області — розстріляний 26 серпня 1938) — державний і партійний діяч УРСР. Член Центральної контрольної комісії КП(б)У в травні 1924 — грудні 1925 р. Член ЦК КП(б)У в грудні 1925 — червні 1938 р. Кандидат у члени Політичного бюро ЦК КП(б)У в жовтні 1926 — червні 1930 р. Член Політичного бюро ЦК КП(б)У в червні 1930 — липні 1937 р. Кандидат у члени ЦК ВКП(б) у грудні 1927 — січні 1934 р. Член Центральної ревізійної комісії ВКП(б) у лютому 1934 — червні 1938 р. Депутат Верховної Ради СРСР 1-го скликання. Жертва сталінського терору.

## Біографія

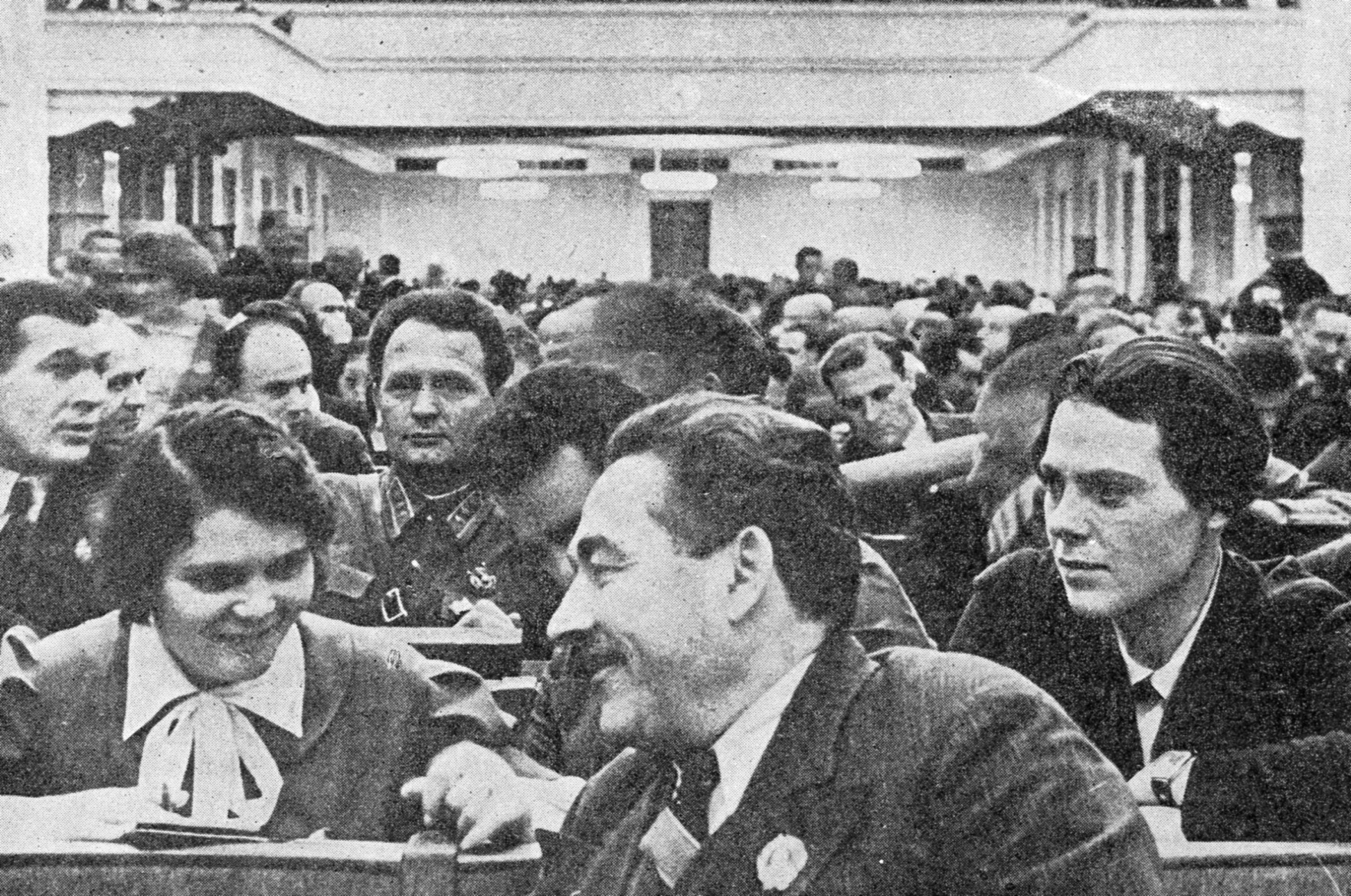
Сухомлин на з'їзді Рад

Народився в селянській родині. Батько, Василь Семенович (1858—1918) працював наймитом у місцевого землевласника, різноробом на Криворіжжі, Донбасі, цегляному заводі у Одесі. 1904 року поїхав на заробітки на Далекий Схід, де працював залізничником у депо, потім на станціях Борзя і Харнор (Манчжурія). Мати, Васса Пилипівна (1866—1951), похована в Харкові).
У родині Сухомлинів було три доньки і два сини. Наймолодша, Євдокія (1908 р. н.) згодом працювала в Управлінні Південної залізниці. Старша сестра, Марфа (1890 р. н.) прожила все життя на селі. Середня сестра, Марія (1904 р. н.) жила у Харкові. Брат Олександр (1900 р. н.) працював на Далекому Сході, куди родина Сухомлинів переїхала у 1903 році.
Кирило Сухомлин з квітня 1895 по травень 1898 року працював підпаском та наймитом у заможних селян Краснопілля. У 1898 році закінчив початкове трирічне народне училище в Краснопіллі.
У червні 1898 — жовтні 1900 року — штампувальник, учень слюсаря та робітник ковальсько-слюсарної майстерні Одеської цегельні. З листопада 1900 по травень 1902 року — учень-підмайстер в приватного кравця в Краснопіллі.
З червня 1902 по січень 1903 року — слюсар депо, кочегар, помічник машиніста станції Конотоп Московсько-Київської залізниці.
З лютого 1903 по лютий 1906 року — слюсар залізничного депо на станції Борзя Забайкальської залізниці.
Член РСДРП(б) з серпня 1905 року.
У 1905 році заарештовувався царською поліцією за революційну пропаганду. З березня по листопад 1906 року — на підпільній революційній роботі в Кролевецькому, Сосницькому та Конотопському повітах Чернігівської губернії.
З грудня 1906 по березень 1917 року — слюсар депо Китайсько-Східної залізниці і залізничних майстерень Забайкальської залізниці на станції Маньчжурія.
З квітня 1917 по липень 1918 року — заступник голови та голова Головного дорожнього комітету спілки залізничників Забайкальської залізниці в Іркутську; член військово-революційного комітету Окружного бюро рад Східного Сибіру, член колегії транспорту Центросибіру. У липні — листопаді 1918 року — голова Головного дорожнього комітету спілки залізничників Амурської залізниці у Верхньоудинську, Благовіщенську та Читі.
У грудні 1918 — січні 1920 року — в партизанському русі на Далекому Сході: секретар партійного і революційного комітетів 4-го району та організатор партизанського руху на станції Гондатті Амурської залізниці.
У лютому — вересні 1920 року — голова Головного дорожнього комітету Амурської залізниці і секретар Свободненського міськрайонного комітету РКП(б) Амурської області.
У жовтні 1920 — травні 1921 року — голова Далекосхідного комітету Спілки залізничників і водників у Читі.
У червні 1921 — травні 1924 року — голова Південного бюро ЦК Спілки залізничників у Харкові. У 1923 році закінчив 9-місячні повторні марксистські курси при Комуністичному університеті імені Артема в Харкові.
У червні 1924 — грудні 1925 року — заступник голови Центральної контрольної комісії КП(б)У і заступник народного комісара робітничо-селянської інспекції Української СРР.
У грудні 1925 — січні 1927 року — народний комісар праці Української СРР. Одночасно, до листопада 1926 року —  голова Центрального Комітету Українського товариства Червоного Хреста.
У квітні 1927 — 5 лютого 1932 року — голова Вищої ради народного господарства Української СРР.
5 лютого — липень 1932 року — заступник голови Ради Народних Комісарів Української СРР.
У 1932 році — постійний представник РНК Української РСР при РНК СРСР.
25 липня 1932 — лютий 1933 року — голова Всеукраїнської Ради професійних спілок. Наприкінці жовтня 1932 призначений відповідальним за виконання хлібозаготівель у Вінницькій області.
28 лютого 1933 — лютий 1934 року — голова Центральної контрольної комісії КП(б)У, народний комісар робітничо-селянської інспекції Української СРР і, одночасно, заступник голови Ради народних комісарів Української СРР.
17 лютого — 4 вересня 1934 року — народний комісар легкої промисловості Української СРР. 4 вересня 1934 — 19 липня 1935 року — народний комісар місцевої промисловості Української СРР.
19 липня 1935 — 20 травня 1938 року — голова Державної планової комісії Української СРР і, одночасно, 2-й заступник голови Ради народних комісарів Української СРР. За його безпосередньої участі розроблено Генеральний план розвитку вугільної промисловості Донбасу, будувалися ДніпроГЕС, Азовсталь, Харківський тракторний завод тощо.
4 червня 1938 року заарештований органами НКВС. Засуджений Воєнною колегією Верховного суду СРСР 26 серпня 1938 року до страти, того ж дня розстріляний. 
24 серпня 1955 року посмертно реабілітований. 20 вересня 1955 року поновлений в членах КПРС.

## Нагороди
- орден Леніна (17.01.1936)